# Préhistoire de la Grande-Bretagne

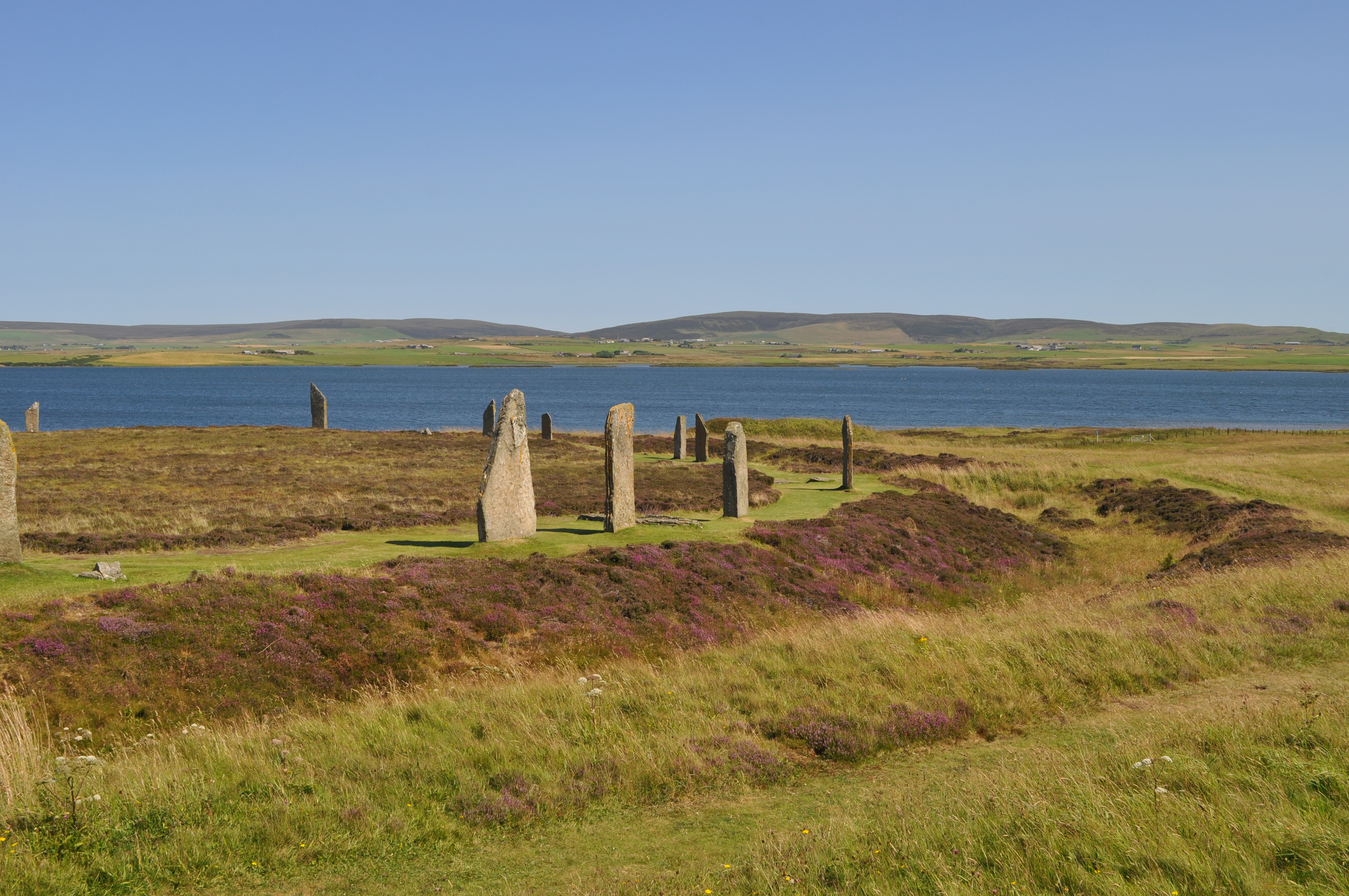
Cercle de Brodgar, un cromlech situé sur Mainland, ile principale des Orcades, 2700 - 2500 av. J.-C..

La préhistoire de la Grande-Bretagne est la période comprise entre les premières traces laissées par la présence humaine sur l'île, il y a près d'un million d'années, et la conquête romaine de l'Angleterre, en 43 apr. J.-C., lorsque le territoire entre dans le domaine de l'histoire écrite.
À cause de la localisation très septentrionale de la Grande-Bretagne, la majorité du territoire est restée inhabitée par l'Homme pendant les grandes périodes glaciaires du Pléistocène, où l'ile était largement recouverte par l'inlandsis. Toutefois, les interglaciaires étaient propices au retour de groupes humains venus du continent, dont on a trouvé de nombreux vestiges archéologiques dans la partie sud du pays. Des traces de pas humains et des outils lithiques ont été découverts à Happisburgh, datés d'environ 900 000 ans avant le présent (AP). Le plus ancien fossile humain connu à ce jour est un tibia partiel trouvé à Eartham Pit et daté d'environ 500 000 ans AP.
Au cours du Néolithique, la Grande-Bretagne a vu la floraison à travers tout le pays de nombreux édifices mégalithiques, dont le plus renommé est le cromlech de Stonehenge, dans le Wiltshire.

## Paléolithique inférieur
L'Oldowayen apparait en Angleterre il y a environ 900 000 ans sur le site de Happisburgh (Norfolk), qui a également livré les traces de pas de Happisburgh, laissées par une espèce humaine indéterminée. On a aussi trouvé des outils oldowayens notamment à Pakefield (Suffolk), datés d'environ 700 000 ans.
Plusieurs sites, parmi lesquels Fordwich Pit près de Canterbury daté entre 560 000 et 620 000 ans AP (les restes sont attribués à l'Homo heidelbergensis), High Lodge (Suffolk), Eartham Pit (Sussex de l'Ouest), datés d'environ 500 000 ans AP, ce qui correspond à l'interglaciaire du stade isotopique 13, ont livré des assemblages lithiques acheuléens. Les bifaces trouvés en Angleterre montrent une grande variabilité de forme, peut-être due aux différences dans la qualité de la matière première selon les gisements.
Les sites qui précèdent la sévère glaciation du stade isotopique 12, il y a quelque 450 000 ans, se signalent notamment par la présence de fossiles d'Arvicola amphibius, un rongeur qui disparait de Grande-Bretagne pendant cette glaciation.
Le site de Beeches Pit, daté de 412 000 ans AP, a livré le plus ancien témoignage de domestication du feu connu en Grande-Bretagne, et l'un des plus anciens d'Europe.
Le site de Clacton-on-Sea (Essex), daté d'environ 400 000 ans AP a donné son nom au Clactonien. L'existence en Angleterre d'une industrie clactonienne qui serait distincte de l'Acheuléen a beaucoup été débattue depuis ses premières caractérisations par Henri Breuil comme une industrie du Paléolithique inférieur sans bifaces. Toutefois la majorité des chercheurs considèrent aujourd'hui le Clactonien comme un faciès particulier de l'Acheuléen. Parmi les sites de la même époque, on peut encore citer Hoxne (Suffolk).
Le site de Swanscombe, dans le Kent, daté d'environ 400 000 ans AP, a livré deux crânes partiels de Néandertaliens archaïques, qui sont les plus anciens fossiles néandertaliens connus en Grande-Bretagne et figurent parmi les plus anciens d'Europe.

## Paléolithique moyen
Comme sur le continent, le Paléolithique moyen commence en Angleterre avec l'apparition du Moustérien et de la méthode Levallois, il y a quelque 300 000 ans.
Les sites de Swanscombe et d'East Farm Barnham sont caractérisés par le Moustérien de tradition acheuléenne.
Le site de Bontnewydd (en), au pays de Galles, daté d'environ 230 000 ans AP, a livré un fragment de mandibule et plusieurs dents isolées néandertaliennes. Avec Eartham Pit et Swanscombe, il s'agit des trois seuls sites de Grande-Bretagne à avoir livré des fossiles d'espèces humaines archaïques, si l'on excepte le site néandertalien de La Cotte de Saint-Brélade, à Jersey.

## Paléolithique supérieur

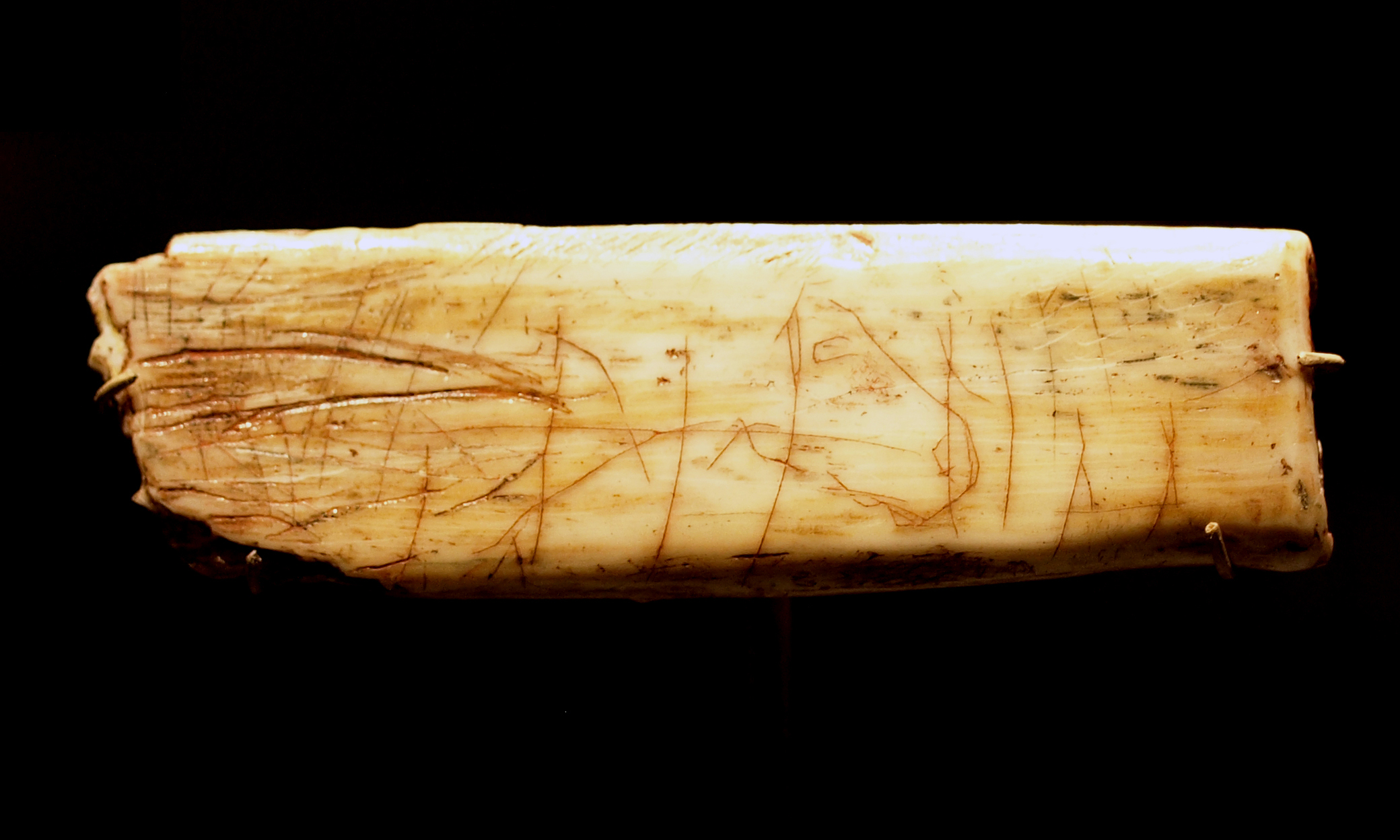
Cheval gravé sur os, Creswell Crags

Plusieurs sites (Lincombien, Aurignacien, Gravettien) montrent l'arrivée d'Homo sapiens en Angleterre au début du Paléolithique supérieur, dont Creswell Crags, la grotte de Gough, la grotte de Kent et la Dame rouge de Paviland.
La Grande-Bretagne se situe à l'extrême nord-ouest de l'expansion post-dernier maximum glaciaire (DMG). Lors du dernier maximum glaciaire, les îles Britanniques sont recouvertes par les glaces pour les deux-tiers de leur superficie. La fonte a commencé à se produire il y a environ 19.000 ans pour complètement disparaitre il y a environ 16.000 ans pour pratiquement toute l'Angleterre et le Pays de Galles. Les rennes sont présents dans le sud-ouest de l'Angleterre vers 17 000 AP et les habitats sont dominés par une végétation ouverte de steppe-toundra.
Un examen détaillé des sites du Paléolithique supérieur tardif au Royaume-Uni et une série de programmes de datation au radiocarbone suggèrent qu'il n'y a aucune preuve de recolonisation humaine post-DMG du sud-ouest de la Grande-Bretagne avant environ 15 500 ans. Le Magdalénien britannique (connu localement sous le nom de Creswellien) semble être très similaire (à la fois en termes de chronologie et d'expression/typologie culturelle) au Hambourgien classique, trouvé dans le nord des Pays-Bas et les basses terres du nord de l'Allemagne et de la Pologne.

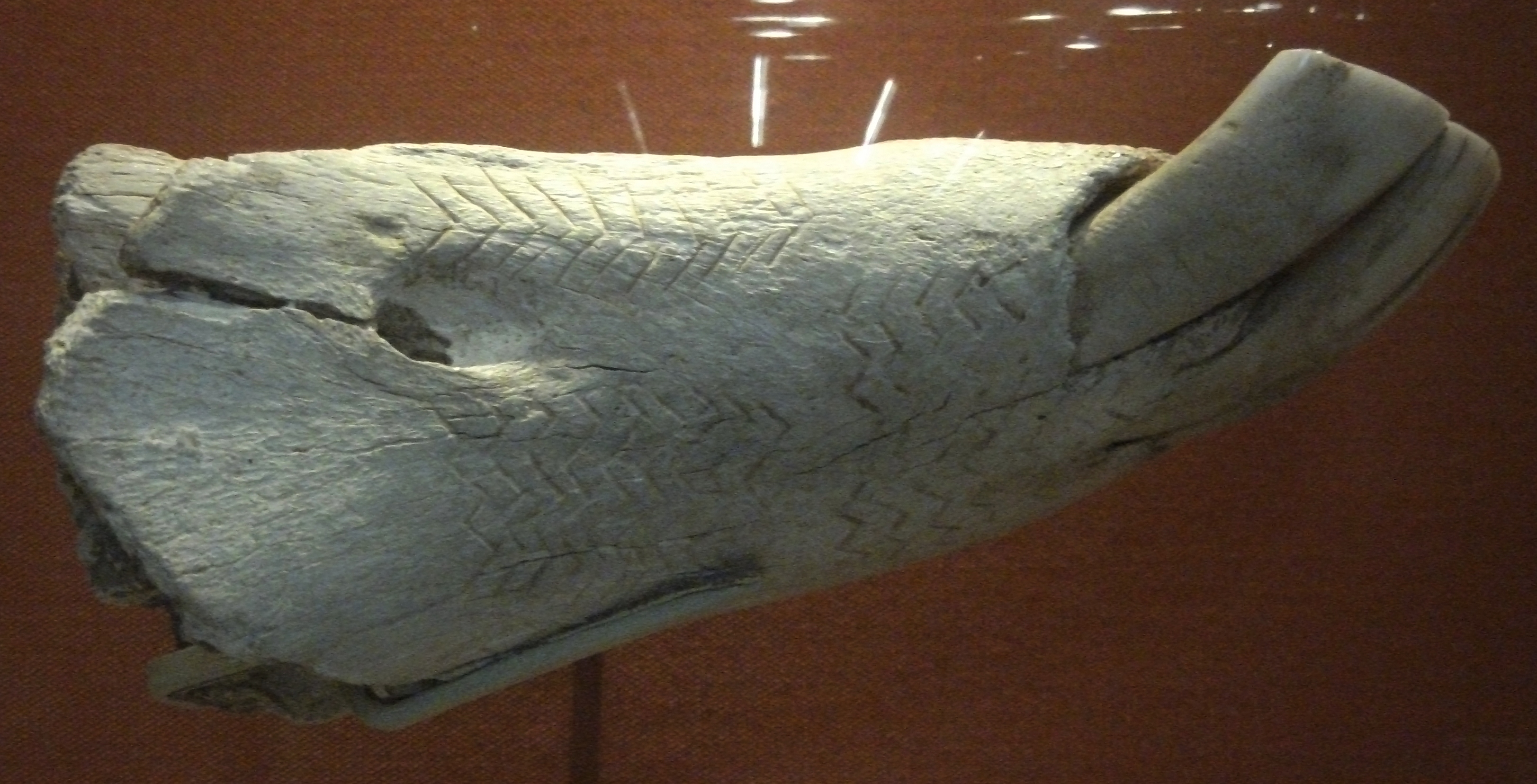
Mâchoire de cheval décorée, grotte de Kendrick, Llandudno, Gwynedd, Pays de Galles

Les études de paléogénétique indiquent la présence dans les populations humaines locales de deux groupes génétiquement distincts à la fin de la période glaciaire. Ainsi, l'individu de la grotte de Gough montre une nette affinité avec l'ascendance de la grotte de Goyet Q2 en Belgique (associé aux cultures magdaléniennes) tandis que l'individu de grotte de Kendrick (en) montre une affinité avec les individus de Villabruna identifiés génétiquement comme WHG (Chasseurs cueilleurs ouest-européens) et associés aux cultures épigravettienne et azilienne. Dans tous les cas, l'émergence de l'ascendance Villabruna en Grande-Bretagne est antérieure à l'Holocène.
Fait intéressant, ces deux populations du Paléolithique supérieur tardif génétiquement distinctes, présentes en Grande-Bretagne à environ 600 et 1 200 ans d'intervalle, semblent également avoir eu des régimes alimentaires différents. Les individus de la grotte de Kendrick montrent des signes de consommation intensive d'aliments marins et d'eau douce, y compris des mammifères marins. En revanche, l'assemblage du squelette humain de la grotte de Gough ne montre aucune preuve de consommation de ressources marines ou d'eau douce et, à la place, un régime alimentaire principalement basé sur des herbivores terrestres, en particulier des cerfs élaphe, des bovidés, mais aussi des chevaux. Parallèlement à cela, il est intéressant de noter que s'il existe des preuves de cannibalisme et de traitement secondaire de matériel humain à la grotte de Gough (également trouvé sur d'autres sites magdaléniens tels que Brillenhöhle (de) et Hohle Fels en Allemagne et la grotte de Mazsycka en Pologne), la grotte de Kendrick a été interprétée comme étant utilisée comme lieu de sépulture possible, associé à d'importants objets d'art transportables tels que la mandibule de cheval décorée.
Combinés, ces éléments appuient l'interprétation selon laquelle au moins deux groupes humains différents, avec des affinités génétiques et des comportements alimentaires et culturels divers, étaient présents en Grande-Bretagne au cours du Tardiglaciaire.

## Néolithique
Comme dans le reste du continent européen, le passage au Néolithique en Grande-Bretagne est dû à l'arrivée de populations extérieures déjà néolithisées. Vers 4050 av. J.-C., des groupes de fermiers venus du continent et portant une ascendance anatolienne remplacent en grande partie les populations autochtones de chasseurs-cueilleurs. Les ancêtres des Néolithiques britanniques semblent avoir suivi la voie de l'expansion méditerranéenne et sont probablement entrés en Grande-Bretagne depuis le nord-ouest de l'Europe continentale.
Les îles Britanniques montrent une composante chasseurs cueilleurs plus élevée que la moyenne au moment de l'arrivée du Néolithique dans la région. Il semble que les groupes anglais, gallois et écossais aient été reliés à la sphère néolithique méditerranéenne non seulement via la côte atlantique mais plus vraisemblablement aussi via la Normandie et le bassin parisien.

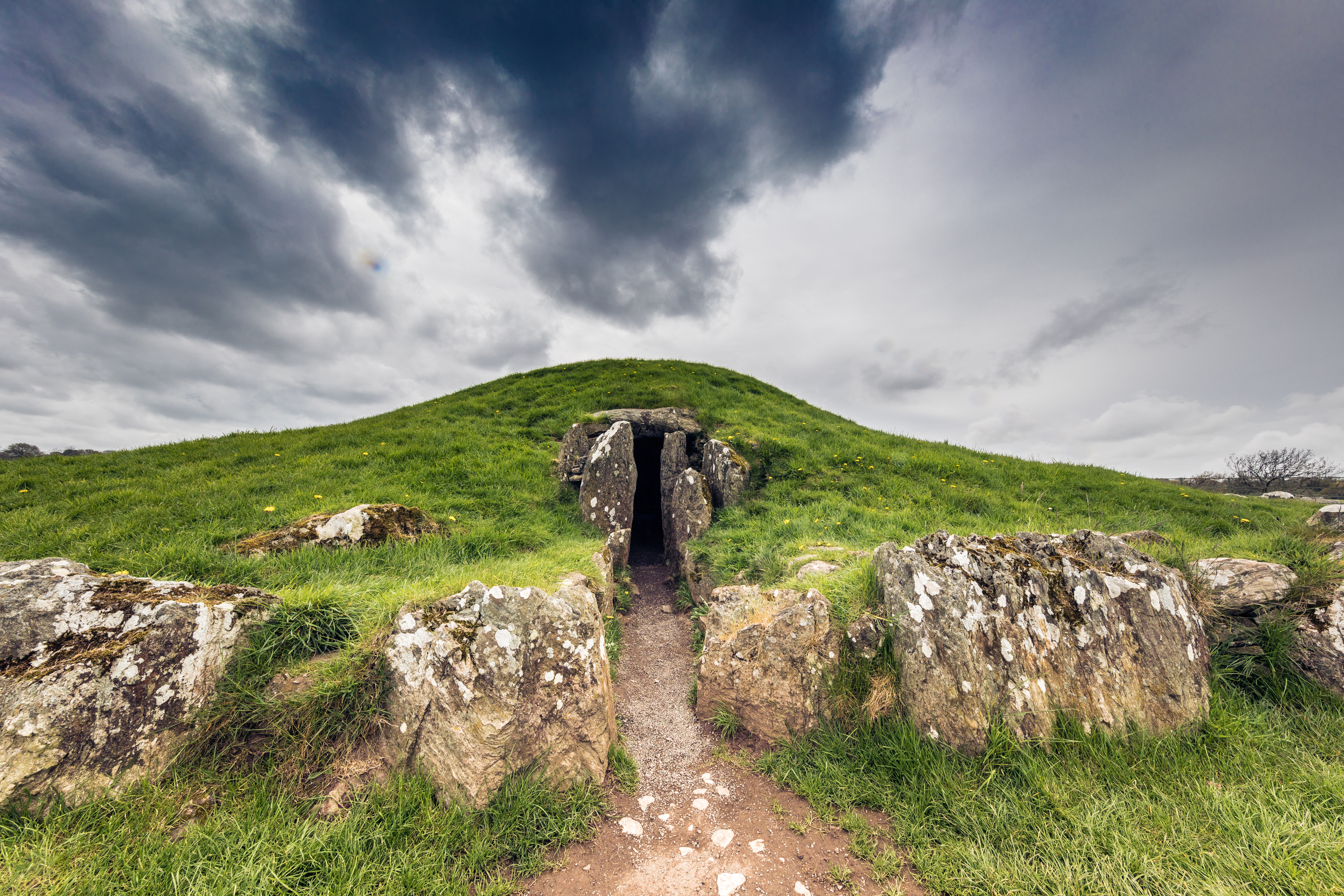
Tombe à couloir de Bryn Celli Ddu, Pays de Galles

Bénéficiant de la fin de l'optimum climatique de l'Holocène, le Néolithique ancien britannique s'est propagé rapidement à travers la Grande-Bretagne et l'Irlande depuis le sud, sur une durée de 300 à 400 ans à partir d'environ 4050 av. J.-C. Les colons ont apporté avec eux du blé, de l'orge, des moutons et du bétail domestiques, ainsi que des connaissances concernant la céramique des bols à carène et les enclos à chaussée, indiquant une provenance probable depuis le nord de la France ou la Belgique.

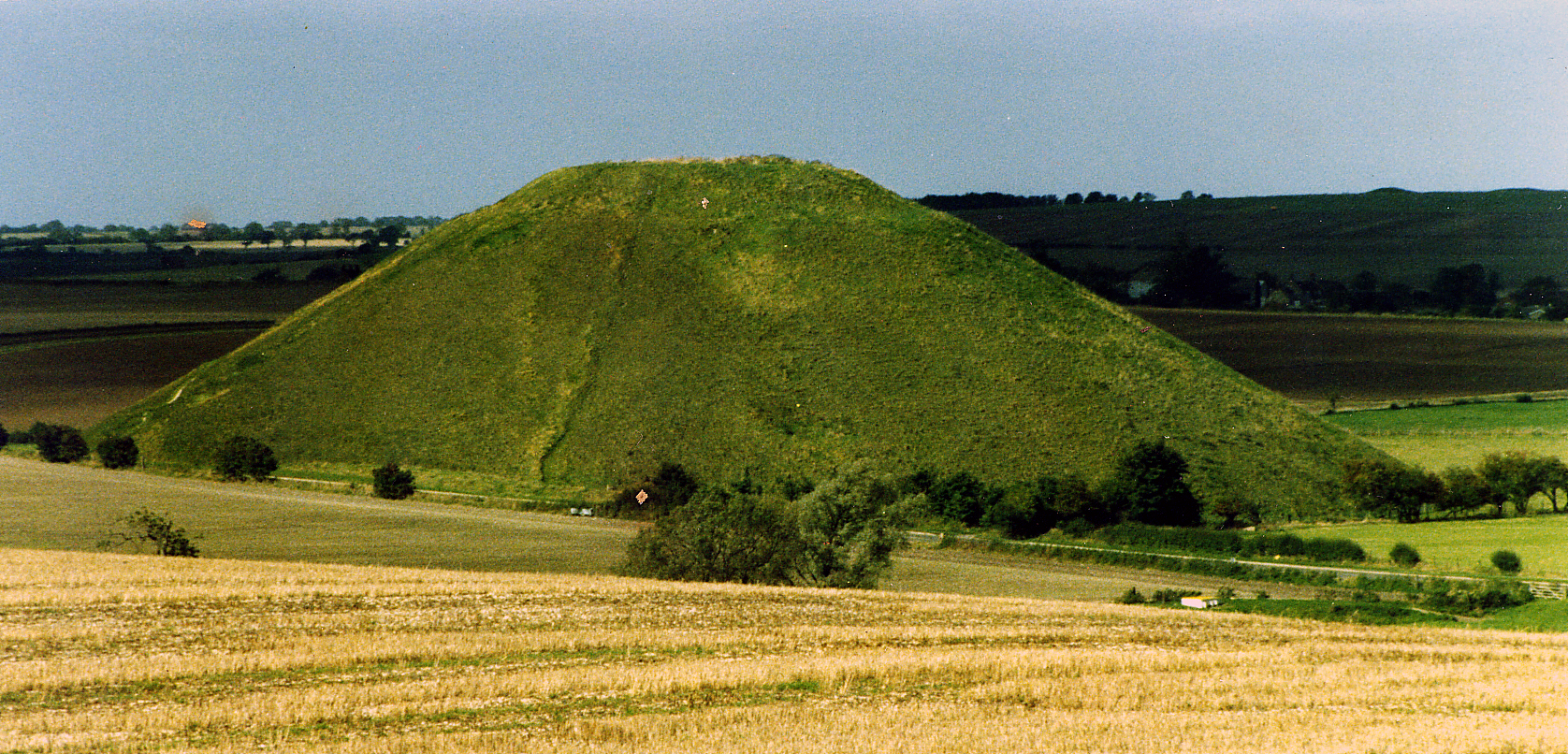
Silbury Hill

Le territoire de la Grande-Bretagne est touché par la seconde phase de la culture des mégalithes, qui commence vers 4200 av. J.-C. Un changement radical s'opère dans les coutumes autour des sépultures. C'est le début des allées couvertes, construites par milliers sur toute la façade atlantique de la France actuelle dans la première moitié du IVe millénaire av. J.-C. Pendant plusieurs siècles elles sont utilisées comme tombes, ainsi qu'en Angleterre, en Irlande. Cette population est capable de projets communautaires très importants tels que la construction de Stonehenge et de la gigantesque colline artificielle de Silbury, un tumulus de 40 mètres de haut.
L'étude d'un monument funéraire du Néolithique ancien (3762 – 3648 av. J.-C.) situé sur le site de Trumpington Meadows, dans le Cambridgeshire, montre que le génome des individus étudiés se rapproche des autres individus du Néolithique de Grande-Bretagne, de la péninsule Ibérique, de France ou de Suède. Les deux frères sont de l'haplogroupe mitochondrial K1a et de l'haplogroupe du chromosome Y I2a-. L'analyse des traits phénotypiques a montré que ces deux individus avaient les yeux marron et les cheveux bruns. Ils étaient intolérants au lactose.
Une migration massive venue du continent introduit la culture campaniforme dans l'île vers 2400 av. J.-C. La propagation du Campaniforme est associée au remplacement d'environ 90 % du patrimoine génétique du chromosome Y et d'une proportion majoritaire de l'ADN autosomal existants en quelques centaines d'années. Cette migration est le prolongement de l'expansion vers l'ouest des populations originaires de la steppe pontique (culture Yamna), arrivées en Europe centrale et du nord au cours des siècles précédents,. Ces populations steppiques montrent une prédominance de l'haplogroupe chromosomique Y R1b-M269. La poterie campaniforme, apparue en Angleterre vers 2475-2315 av. J.-C., comporte des haches plates et des pratiques funéraires d'inhumation.

## Âge du bronze

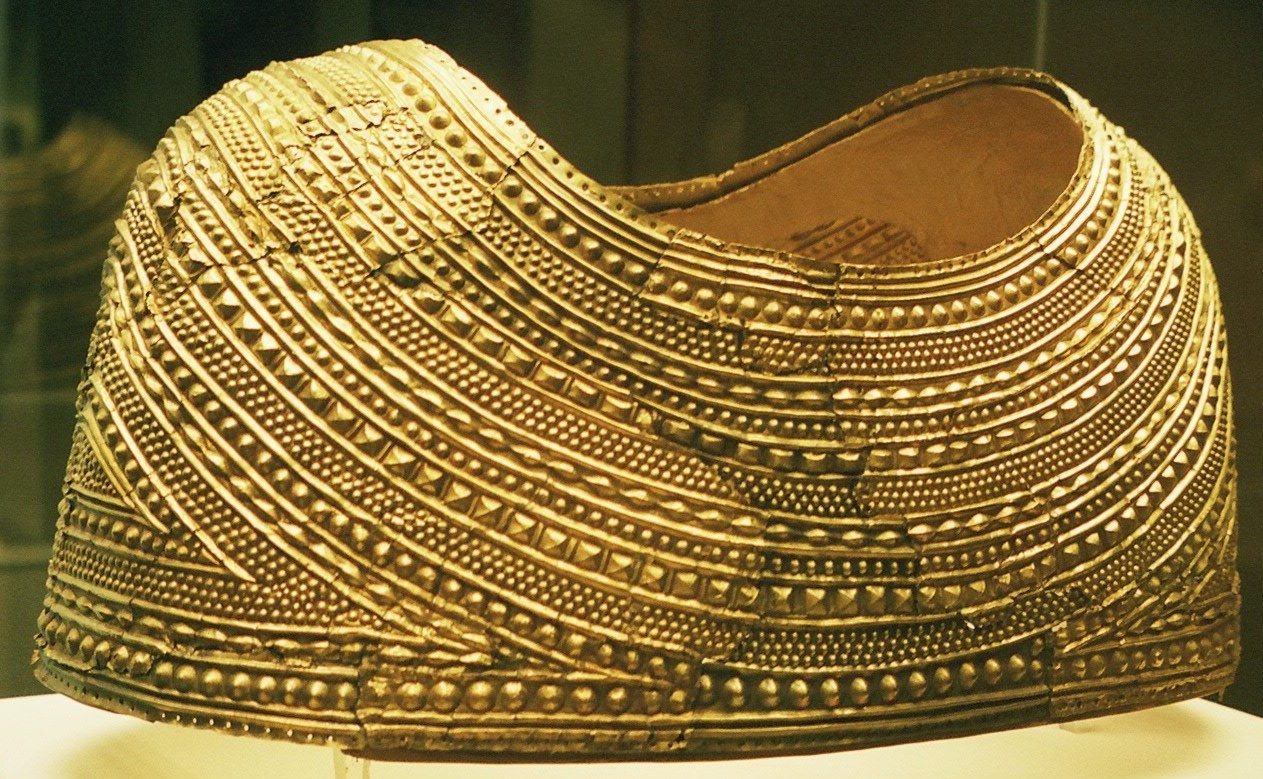
Le gorgerin de Mold, un ornement rituel en or massif de la culture du Wessex, vers 1900 - 1600 av. J.-C., Mold, Flintshire, nord du Pays de Galles

L'Âge du bronze commence en Angleterre vers 2150 av. J.-C., peu après l'irruption dans l'ile des populations d'origine steppique. Cette période peut être subdivisée en une phase ancienne (2150 à 1200 av. J.-C.) et une phase récente (1200 à 700 av. J.-C.).
Les populations adoptent en Angleterre les techniques d'affinage du métal venues du continent. Au début, les nouveaux arrivants fabriquaient des objets en cuivre, puis vers 2150 av. J.-C., les forgerons maîtrisent la technologie pour faire fondre le bronze (qui est beaucoup plus dur que le cuivre) en mélangeant du cuivre avec une petite quantité d'étain. Avec cette découverte, l'Âge du bronze débute en Grande-Bretagne. Le bronze remplace rapidement la pierre comme matériau principal pour la fabrication d'outils et d'armes.
La Grande-Bretagne possède alors de vastes réserves d'étain facilement accessibles dans les régions actuelles des Cornouailles et du Devon. Vers 1600 av. J.-C., le sud-ouest de la Grande-Bretagne connaît un essor commercial en exportant l'étain à travers l'Europe. Des preuves de l'existence de ports ont été trouvées dans le sud du Devon, à Bantham et Mount Batten. Le cuivre est extrait au Great Orme, dans le nord du Pays de Galles.
Les artisans de cette période sont également habiles à fabriquer des ornements en or, en argent et en cuivre, et des exemplaires ont été trouvés dans des tombes de la riche culture du Wessex du centre-sud de la Grande-Bretagne.
Selon une étude de paléogénétique parue en 2021, une autre migration à grande échelle du continent vers la Grande-Bretagne semble s'être produite entre l'Âge du bronze moyen et la fin de l'Âge du bronze ou le début de l'Âge du fer. En Angleterre et au Pays de Galles, la proportion d'ascendance des premiers fermiers d'Europe (EEF) augmente durant cette période. L'Écosse n'aurait pas été concernée par ces changements. Les auteurs de cette étude suggèrent que l'arrivée de cette nouvelle population venue de France entre l'âge du bronze moyen et l'âge du bronze final a pu être le vecteur des langues celtiques en Grande-Bretagne, en accord avec certaines hypothèses linguistiques.

## Âge du fer

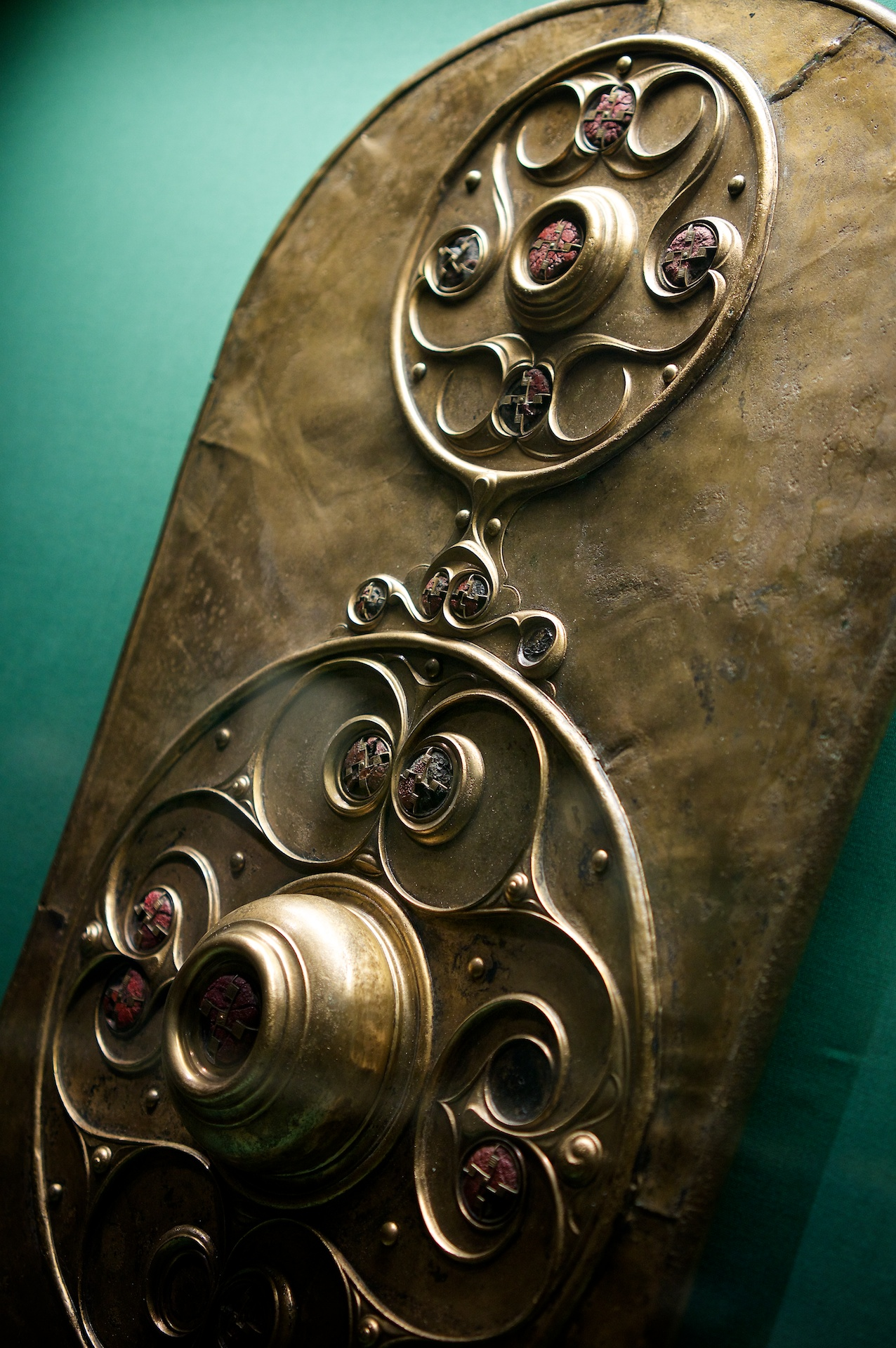
Le bouclier de Battersea, trouvé dans la Tamise

Vers 750 av. J.-C., les techniques de travail du fer atteignirent la Grande-Bretagne depuis le continent. Le fer est plus résistant et plus abondant que le bronze, quoique plus difficile à travailler, et son introduction marque le début de l'Âge du fer. La métallurgie du fer a révolutionné de nombreux aspects de la vie, notamment l'agriculture. Les charrues à soc de fer pouvaient retourner le sol plus rapidement et plus profondément que les anciennes charrues en bois ou en bronze, et les haches en fer pouvaient défricher plus efficacement les terres forestières pour l'agriculture.
On pense que vers 500 av. J.-C., la plupart des habitants des îles britanniques parlaient le brittonique commun, sur la base de preuves limitées de noms de lieux enregistrés par Pythéas de Massalia et qui nous ont été transmis de seconde main, en grande partie par l'historien grec Strabon. Certes, à l'époque romaine, il existe des preuves substantielles de lieux et de noms personnels qui suggèrent qu'il en était ainsi. Tacite déclare également dans son Agricola que la langue britannique différait peu de celle des Gaulois. Parmi ces personnes se trouvaient des artisans qualifiés qui avaient commencé à produire des bijoux en or aux motifs complexes, en plus d'outils et d'armes en bronze et en fer.
Certains chercheurs entretiennent la controverse sur le terme « Celtes », comme John Collis et Simon James, qui s'opposent activement à l'idée de « Grande-Bretagne celtique », puisque le terme semble n'avoir dénommé à l'origine qu'une tribu particulière en Gaule. Le terme a cependant été élargi depuis longtemps à l'ensemble des peuples parlant une langue dite celtique. Les noms de lieux et les noms tribaux de la dernière partie de la période montrent qu'une ou des langues celtiques étaient parlées en Grande-Bretagne.
Les Britanniques de l'Âge du fer vivaient en groupes tribaux organisés, dirigés par un chef. Au fur et à mesure que les gens devenaient plus nombreux, des guerres ont éclaté entre tribus rivales. Cela a été traditionnellement interprété comme la raison de la construction d'oppidums sur des collines, ou collines fortifiées. Bien que le premier ait été construit vers 1500 av. J.-C., la construction de ces retranchements a culminé à la fin de l'Âge du fer. Il y a plus de 2 000 collines fortifiées de l'âge du fer connues en Grande-Bretagne. Vers 350 av. J.-C., de nombreuses collines fortifiées cessent d'être utilisées et les autres sont renforcées.
Le grec Pythéas aurait écrit que les Britanniques étaient des cultivateurs de blé renommés. De grandes fermes produisaient de la nourriture en grandes quantités et des sources romaines notent que la Grande-Bretagne exportait des chiens de chasse, des peaux d'animaux et des esclaves.